# Matěj Štochl
Matěj Štochl (Hořovice, 4 maggio 1989) è un calciatore ceco, difensore del Příbram.